# Evenburg
Die Evenburg ist ein neugotisches Wasserschloss im Ortsteil Loga der ostfriesischen Stadt Leer in Niedersachsen.

## Architektur und Baugeschichte

### Schloss
Die erste Evenburg ließ Oberst Erhard Reichsfreiherr von Ehrentreuter als barockes Wasserschloss erbauen. Das aufwendig gestaltete Hauptgebäude ist auf einer Schlossinsel, die von einem breiten Wassergraben umgeben ist, errichtet worden. Abbildungen zeigen es als zweigeschossigen Backsteinbau mit beidseitig niedrigeren Anbauten auf einem Kellergeschoss. Die sehr qualitätsvolle Gestaltung im Stil des Niederländischen Klassizismus ist mit Bauten der bekannten niederländischen Architekten der Mitte des 17. Jahrhunderts wie Jakob van Campen, Philips Vingboons oder Pieter Post vergleichbar. Das Schloss benannte der Erbauer nach seiner Gattin Eva von Ungnad —„Evenburg“.
Nur eine Generation später gingen die Besitztümer 1690 durch Heirat auf die Grafen von Wedel über. Zu diesem Zeitpunkt wurde die Vorburg errichtet. Es handelte sich ursprünglich um einen hufeisenförmigen Gebäudekomplex, der bis zum heutigen Tag in Teilen erhalten blieb. Das Portalgewände trägt die Jahreszahl 1650, die Tordurchfahrt wurde 1703 eingefügt.
Mitte des 19. Jahrhunderts war das Schloss für die Bedürfnisse der Bewohner zu klein und unmodern geworden. Carl Georg Graf von Wedel beauftragte den hannoverschen Architekten Rudolf Stüve (1828–1896), das Schloss Evenburg zu erweitern und umzubauen. Im Gutachten des Architekten heißt es, das Schloss sei sehr reparaturbedürftig und „dürftig eingerichtet“, manche Bauteile völlig baufällig. Lediglich vom Hauptgebäude wurden die Umfassungsmauern, einige Zwischenwände und das Kellergewölbe für den Neubau verwendet. Im Vestibül fand der Blaustein-Marmorboden Wiederverwendung. Richard Stüve schlug für den Neubau den neugotischen Stil vor. Feingliedrige, schlanke aufstrebende Bauglieder und Formen und die spitzförmigen Fensterbögen sind hierfür charakteristisch.
Das neue Schloss wurde in einer Bauzeit von zwei Jahren errichtet. Die Evenburg erhielt bald eine Loggia neben dem Haupteingang und ein Nebengebäude, das sogenannte Radhaus, auf der Schlossinsel. Im Bereich der Vorburg entstanden Remisen und Unterkünfte. Ab 1864 begann der Bau der Gewächshäuser zur Anzucht von Ananas und Wein. 1865 wurde ein Gulfhaus für den Meierhof errichtet, das das Herrenhaus an Größe übertraf und auch die landwirtschaftliche Bewirtschaftung der gräflichen Flächen auf ein neues Niveau heben sollte. Es folgte 1869 der Bau einer Villa im Königlichen Seebad Norderney. 1891 konnte dank des finanziellen Engagements des Grafen die lutherische Friedenskirche in Loga geweiht werden. Im Amt Friedeburg wurde der Carl-Georgs-Forst angelegt.
In den 1930er Jahren verlegten die von Wedels ihren Hauptwohnsitz nach Schloss Gödens, wo die Familie bis heute wohnt.
Seitdem setzte der bauliche Niedergang des Schlosses ein. Wegen fehlender Geldmittel in wirtschaftlich schwierigen Zeiten und des hohen Unterhaltungsaufwandes wurden nach und nach die filigranen Staffelgiebel, Zinnen, Türmchen und das Dach vereinfacht bzw. abgetragen. Eine Inschrift auf einer Dach-Schieferplatte als Zeitdokument aus dem Jahre 1938 belegt dies: Der damals mit Sanierungsarbeiten beauftragte Dachdecker Johann Krull aus Leer notierte, dass die Dachschiefer abgerissen, die Zinnen beseitigt sowie das Dach um 80 cm verlängert und mit Dachrinnen versehen worden sei. Eine weitere Vereinfachung der Dachgestaltung und der Fassaden erfolgte beim Wiederaufbau zur Beseitigung der Kriegsschäden in den 1950er Jahren.

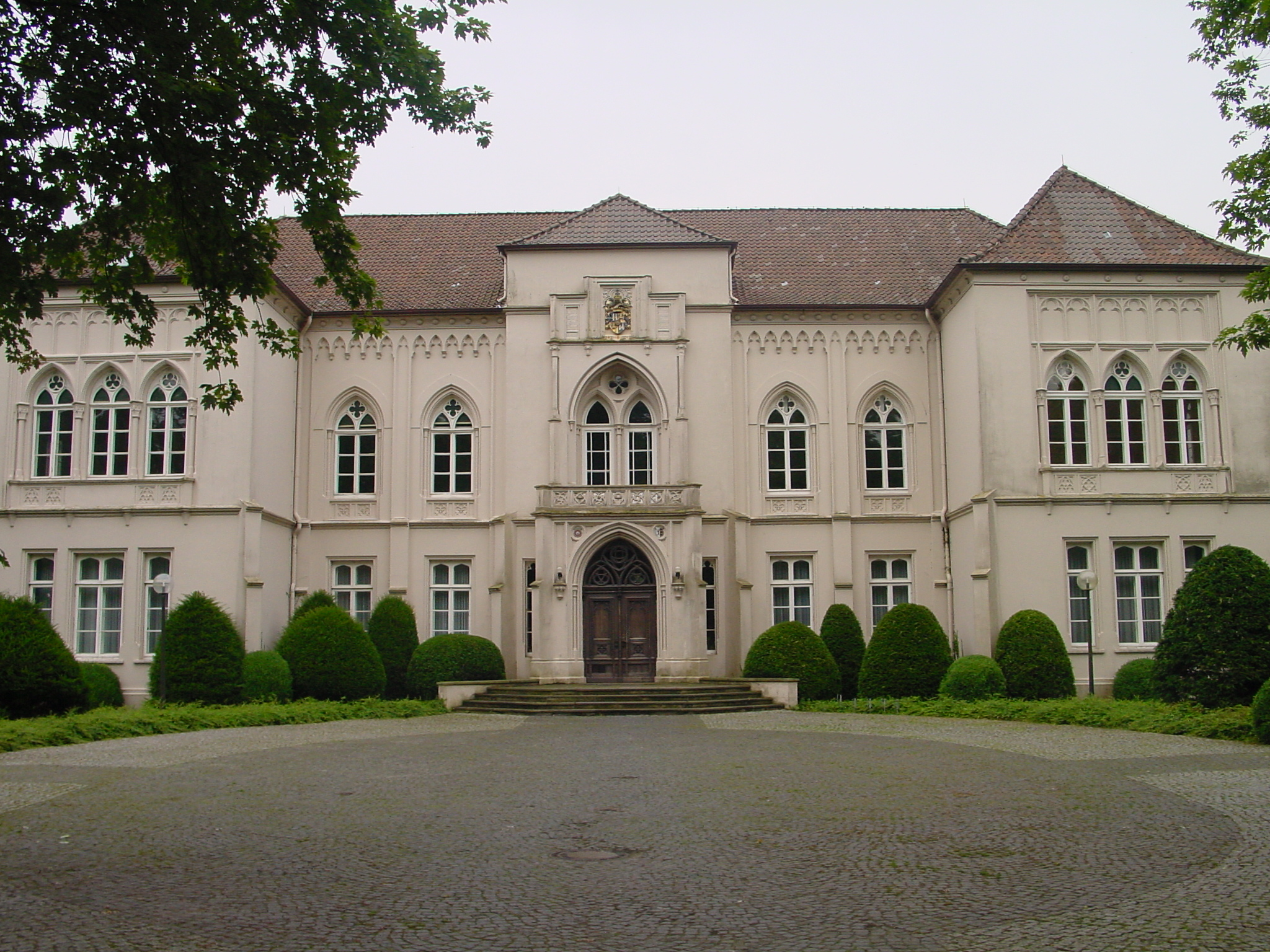
Frontansicht der Evenburg, wie sie sich in den Jahren 1972 bis 2002 darstellte

Es folgte eine Nutzung als Lazarett, Flüchtlingsunterkunft und später als Internat der Melkerschule, die von der Landwirtschaftskammer Weser-Ems eingerichtet wurde. Das Vieh für die Ausbildung stand auf dem Meierhof.

### Vorburg
Zum Ensemble der Evenburg gehört auch die Vorburg nordwestlich des Schlosses. Ursprünglich war dies ein hufeisenförmiger eingeschossiger Komplex. Vor allem im östlich der Tordurchfahrt gelegenen Teil ist der Zustand des 17. Jahrhunderts bewahrt. Der östliche Querflügel wurde dagegen nach dem Zweiten Weltkrieg wegen Kriegsschäden abgebrochen und die ehemals symmetrische Grundgestaltung ging so verloren. 1684 wurde Gustav Wilhelm von Wedel durch den dänischen König Christian V. in den Grafenstand erhoben und erhielt den Elefantenorden, auf den die Elefanten am Wappen der Vorburg hinweisen. 1703 wurde nachträglich eine Tordurchfahrt mit aufwendig gestalteten Architekturelementen aus Sandstein und einem hölzernen Dachreiter mit offener Laterne eingefügt. Hier hing auch eine Glocke aus dem Jahr 1659, die heute in der Evenburg zu sehen ist. Die Schutzgemeinschaft Evenburgpark/Westerhammrich e. V. beauftragte den Glockengießer Simon Laudy mit dem Guss einer neuen Glocke. Diese wurde am 28. April 2013 vor Ort gegossen und wird heute geläutet.
In der Vorburg befinden sich Unterrichtsräume und ein Konzertsaal der Kreismusikschule und das Schlosscafé.

### Restaurierung

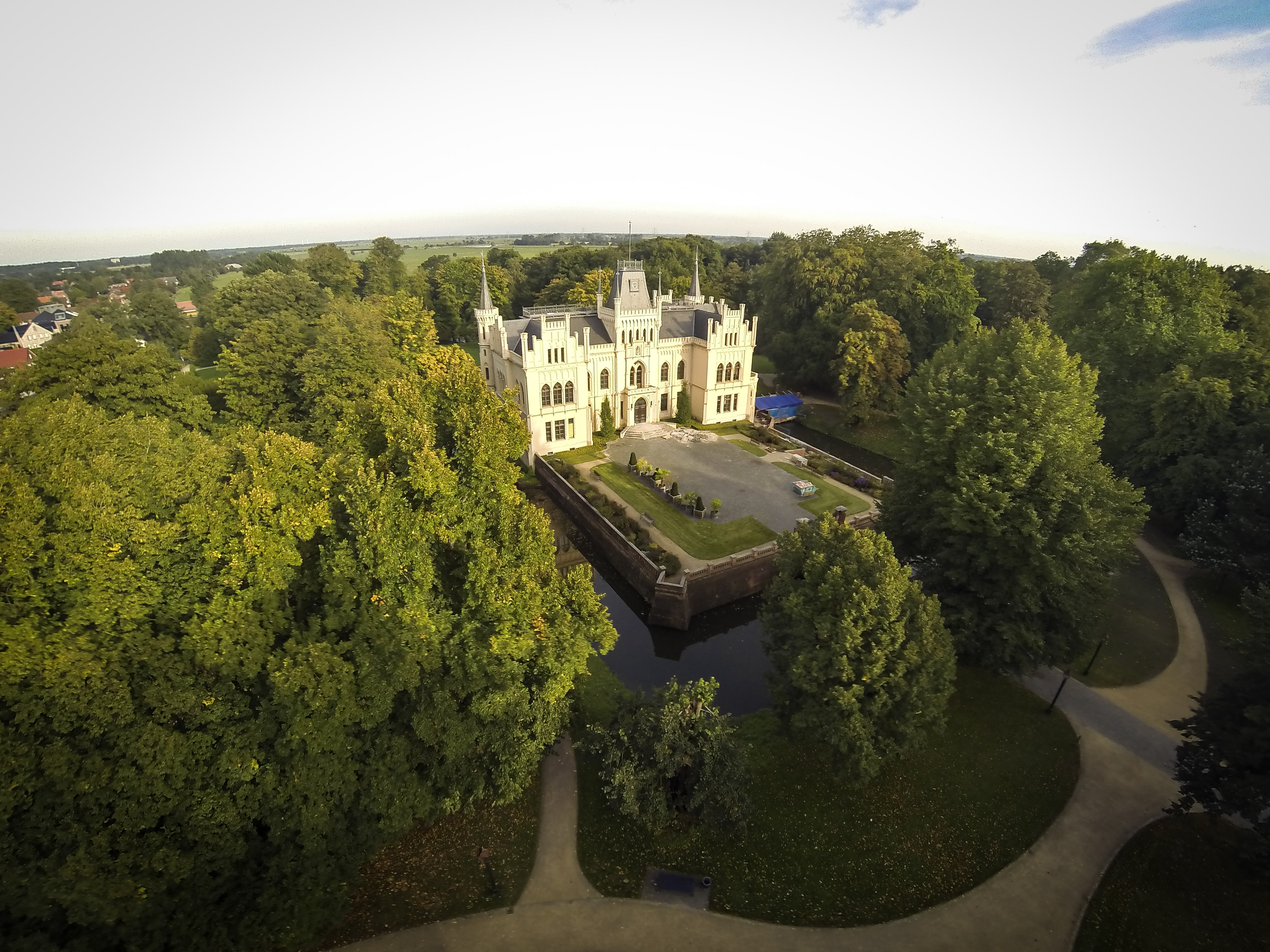
Luftaufnahme der Evenburg aus dem Oktober 2013

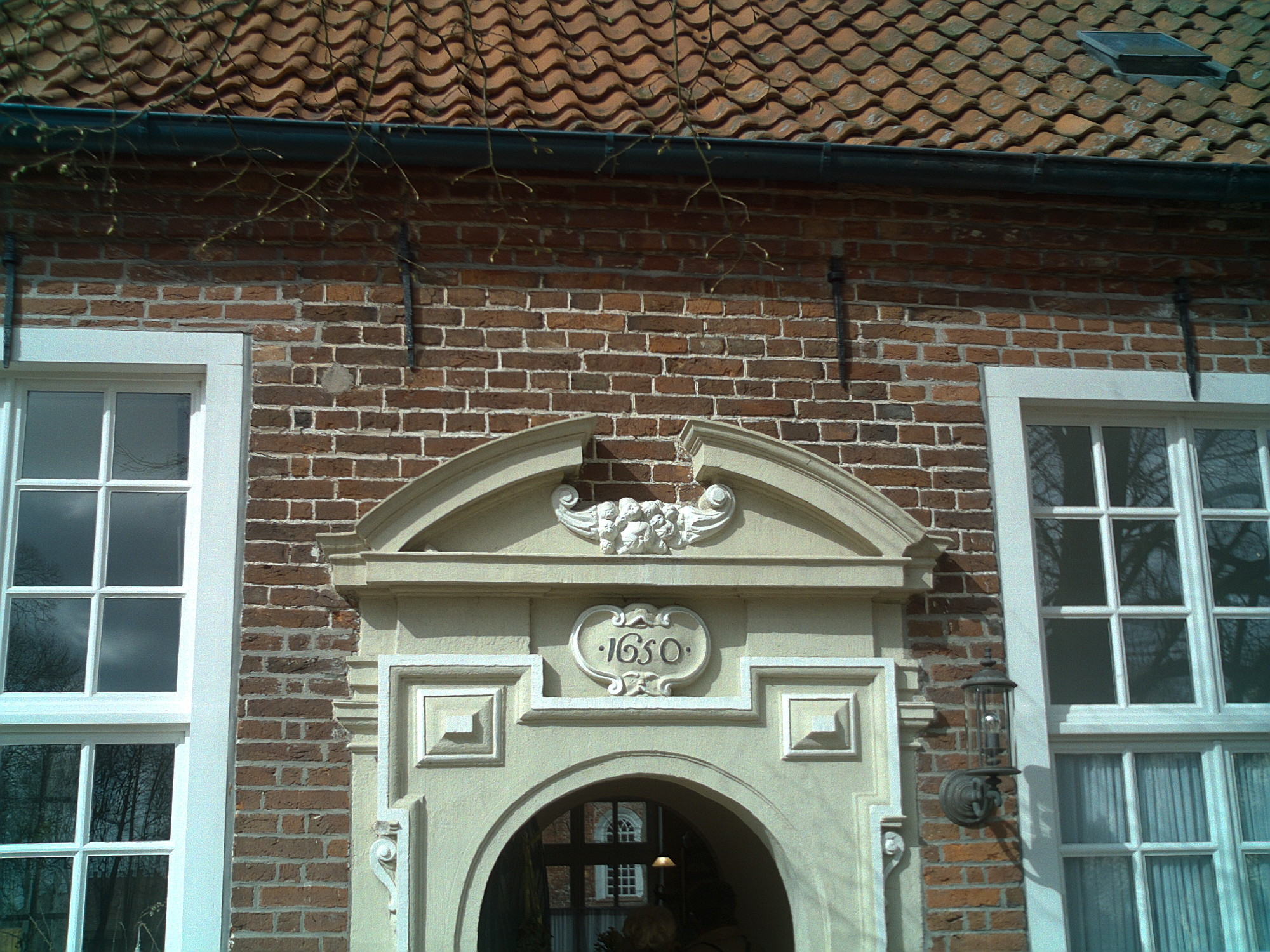
Portal zu einem Nebengebäude

1975 kaufte der Landkreis Leer das Schloss, den Meierhof und die dazu gehörenden rd. 110 Hektar landwirtschaftliche Fläche für 7 Millionen DM.
Kurz danach fand eine erste Sanierung durch den Landkreis Leer zur reinen Substanzerhaltung des Schlosses und der Vorburg statt. Es wurden eine Feuchtesanierung im Keller, eine Reparatur des Daches und der Fenster, ein neuer Fassadenanstrich sowie der Einbau einer feuerbeständigen Treppe im Nordflügel vorgenommen und eine neue Heizung eingebaut. Viel Sorgfalt wurde für die Restaurierung der Intarsien der schweren Eichentüren im Vestibül verwendet. Die Vorburg wurde generalüberholt, der Glockenturm über der Tordurchfahrt erneuert und der Westflügel für die Nutzung der Kreismusikschule umgebaut. Dabei ist auch ein repräsentativer Konzertsaal entstanden.
In dieser Zeit beherbergte die Evenburg neben dem Ausbildungsseminar für Lehramtsanwärter, die Berufsakademie Ostfriesland e. V. (BAO) und die Kreisbildstelle, die Ende der 1990er Jahre ausgelagert wurde.

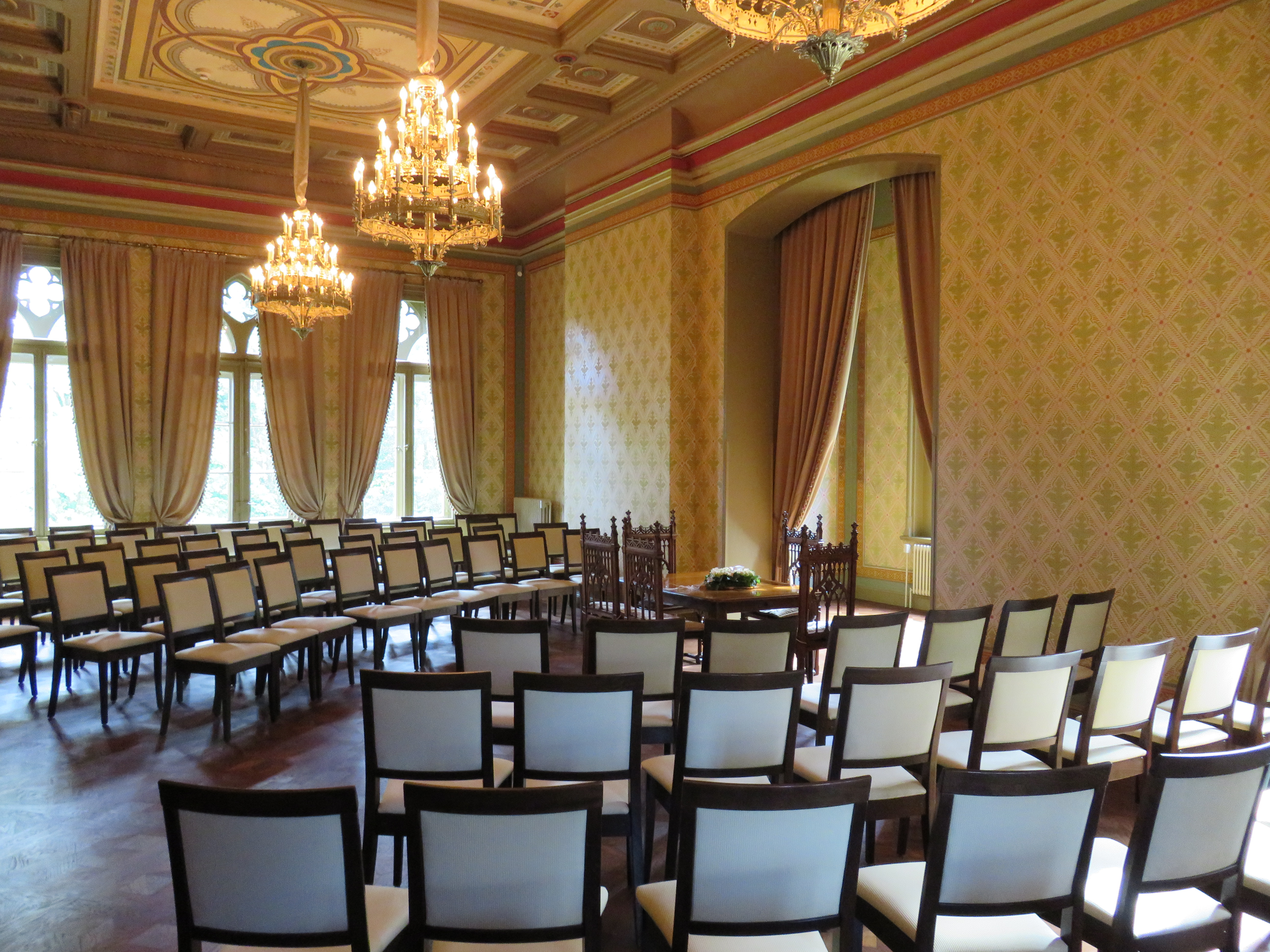
Der Festsaal des Schlosses, hergerichtet für eine freie Trauung

Im September 2004 wurde mit den Restaurierungsarbeiten im Eingangsbereich des Schlosses begonnen. Bei der inneren Sanierung und Restaurierung des Vestibüls und des Treppenhauses wurde unter dicken Schichten von weißer Farbe eine Ausmalung entdeckt. Der Originalbefund aus dem Jahr 1862 – belegt durch Zeichnungen des Malers Gottlieb Kistenmacher (1825–1900) – wies eine Grundfarbigkeit in Beige, Grau-Blau und Türkis auf und bildete so die farbliche Grundlage zur Restaurierung. Der Jagdfries und die Vorhangmalerei im oberen Treppenhaus hingegen waren verborgen unter Farbe zu rund 65 % erhalten, so dass lediglich ein Teil der Wände farblich restauriert werden mussten. Es folgte der Festsaal und auch hier fanden sich unter einem Schrank im Erker zwei Quadrate des originalen Holzfußbodens und so konnte das Sternparkett wieder hergestellt werden. Im Jahre 2005 wurde mit der Rekonstruktion der abgebrochenen neugotischen Dachausbildung begonnen. Hierbei wurde anhand alter Zeichnungen und Fotos und den noch vorhandenen Profilierungen an den unbeschädigten Fassadenelementen eine sehr detailgetreue Rekonstruktion durchgeführt. Die Proportionen des gesamten Gebäudes konnten so wieder hergestellt werden. Die farbige Gestaltung entspricht dem alten Farbton, der in Fensternischen vorgefunden wurde.
Das Familienwappen der von Wedels am Hauptturm wurde entsprechend den heraldischen Vorgaben farbig überarbeitet. Die beiden Stammwappen jeweils seitlich oberhalb der Haupteingangstür zeigen links das Wappen der Grafen von Wedel und rechts das Stammwappen der adligen Familie von Wangenheim.
Das Schloss wurde 2007 Teils der Öffentlichkeit zugänglich gemacht, zum anderen Teil vom Ausbildungsseminar für Lehramtsanwärter und von der Berufsakademie Ostfriesland e. V. genutzt. Beide Institutionen verließen 2009 bzw. 2011 das Schloss, so dass der Weg frei wurde für die Sanierung und Restaurierung der restlichen Räume.
Seit Mai 2014 ist die Evenburg mit einer Dauerausstellung zum Leben und Wirtschaften einer adligen Familie im 19. Jahrhundert und als Zentrum für Gartenkultur geöffnet.

### Patronatskirche

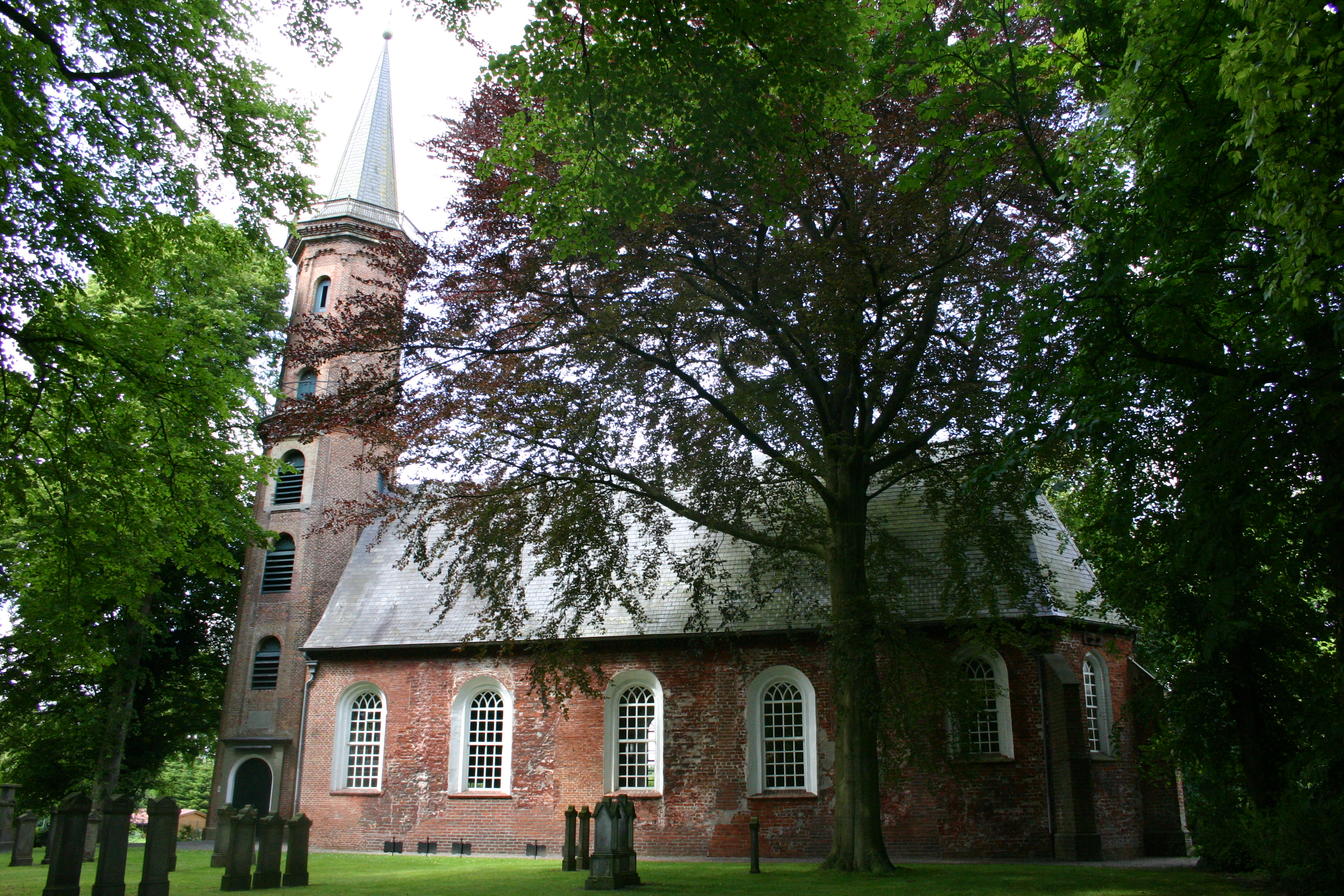
Reformierte Kirche in Loga

Die reformierte Kirche in Loga mit der sogenannten Grafengruft besitzt nicht nur einen erheblichen kulturgeschichtlichen Wert, sondern hat für die Geschichte der Evenburg und der Herrlichkeit Loga eine ganz zentrale Bedeutung. Die Grafengruft war als Begräbnisstätte der Eigentümerfamilie der Evenburg (Ehrentreuter/Wedel) vorbehalten. Bestattet sind hier u. a. der Erbauer der Evenburg Oberst Ehrentreuter (1596–1664) und seine jüngste Tochter, Maria von Wedel (1633–1702).
Die erste Kirche wurde im 13. Jahrhundert wahrscheinlich auf deutlich älteren christlichen Fundamenten erbaut und liegt direkt gegenüber der Vorburg und der Parkanlage der Evenburg. Aus dem 1842 neu erbauten Glockenturm kann man in die Kirche blicken. Im Turm sind auf Tafeln Informationen über die Kirche und die Grafengruft verfügbar. Die ältesten Ausstattungselemente der Kirche sind ein großes Sandsteintaufbecken, ein Kronleuchter aus dem Jahr 1690 und die Rokoko-Kanzel aus dem Jahr aus 1778.
Mit einem Kirchenpatronat wird die Schirmherrschaft eines Landes- oder Grundherrn über eine Kirche, die auf seinem Gebiet liegt, bezeichnet und ist verbunden mit dem Recht zur Einsetzung der Pfarrer. In dem Lehnbrief des lutherischen Grafen Ulrich II. von Ostfriesland aus dem Jahr 1642 zur Übertragung der Lehen Loga und Logabirum an Oberst Ehrentreuter wird in diesem Punkt Vorsorge getroffen. Ehrentreuter war reformiert und durfte im lutherischen Kirchspiel Logabirum nur lutherische Pfarrer einsetzen, die vom Konsistorium oder Superintendenten eingehend geprüft wurden.
Die Gruft der Kirche wurde 2014 wieder geöffnet, restauriert und hergerichtet und ist seit September 2015 im Rahmen von Führungen begehbar. Zu bestaunen sind zwei restaurierte Prunksärge aus dem 17. Jahrhundert, die auch die gesellschaftliche Stellung der bestatteten Familienmitglieder deutlich werden lassen.

### Friedenskirche
In Ostfriesland und auch in Loga waren die Reformierten lange in der Überzahl gewesen. Erst im Laufe des 19. Jahrhunderts veränderten sich die Mehrheitsverhältnisse zugunsten der Lutheraner. Die Konkurrenz zwischen den evangelisch-reformierten und lutherischen Gläubigen in Loga löste Carl Georg Graf von Wedel, indem er sich sehr für den Bau einer neuen Kirche in Loga einsetzte. So wurde ab 1888 die evangelisch-lutherische Kirche in Loga erbaut und 1891 eingeweiht. Der Name Friedenskirche leitet sich von Frieda ab, so der Vorname der bereits 1881 verstorbenen Ehefrau des Grafen.
Der Bau die Kirche und die neugotische Innenausstattung konnten mit großzügigen Spenden aus der Logaer Bevölkerung, der gräflichen Familie und der lutherischen Geistlichkeit realisiert werden.

### Schlosspark und Alleen
Im Jahr 1717 trat Erhard Friedrich von Wedel die Herrschaft auf der Evenburg an. Genau wie sein Vater Gustav Wilhelm war Graf Erhard in Oldenburg für das dänische Königshaus tätig. Wie weit die Bautätigkeit des dänischen Königs Friedrich IV, der mit Schloss Fredensborg das „dänische Versailles“ und mit Schloss Frederiksberg seine barocke Sommerresidenz errichtete, den Grafen beeinflusste, wissen wir nicht. Graf Erhard war auf jeden Fall von den Gärten der damaligen absolutistischen Herrschaftshäuser beeindruckt. Gleich nach seiner Amtsübernahme auf der Evenburg begann er, den Park der Evenburg im barocken Stil umzugestalten. Es wurde ein eigener Gärtner eingestellt, der auch für die Gewächshäuser zuständig war. Der Park bekam einen ungleich größeren Pflegebedarf, denn nicht nur die Küchen und Obstgärten verlangten viel Aufmerksamkeit für eine ausreichende Ernte an Gemüse, Obst und Kräutern zur Versorgung der Bewohner, es mussten auch zahlreiche Hecken geschnitten, Rabatten bepflanzt und Topfbäume im Winter in beheizte Gewächshäuser geschafft werden. Für das Jahr 1739 sind 162 Orangenbäume, 37 Yucca-Palmen, 9 Granatäpfel, 25 Feigen und 5 „Rosa Pimpernella“ verzeichnet. Mit den Pimpernellen ist wahrscheinlich die Anispflanze gemeint. Die Gärtner wechselten recht häufig. Auf Andreas Endersch folgte Adam Uhldrich Wind, für den Graf Erhard nach zwei Jahren schon wieder Ersatz suchte.
1787 erscheint erstmals die große Allee, die von der Evenburg Richtung Leer führt, auf einer Karte, doch wie lange vorher sie schon angelegt worden war, ist nicht bekannt.

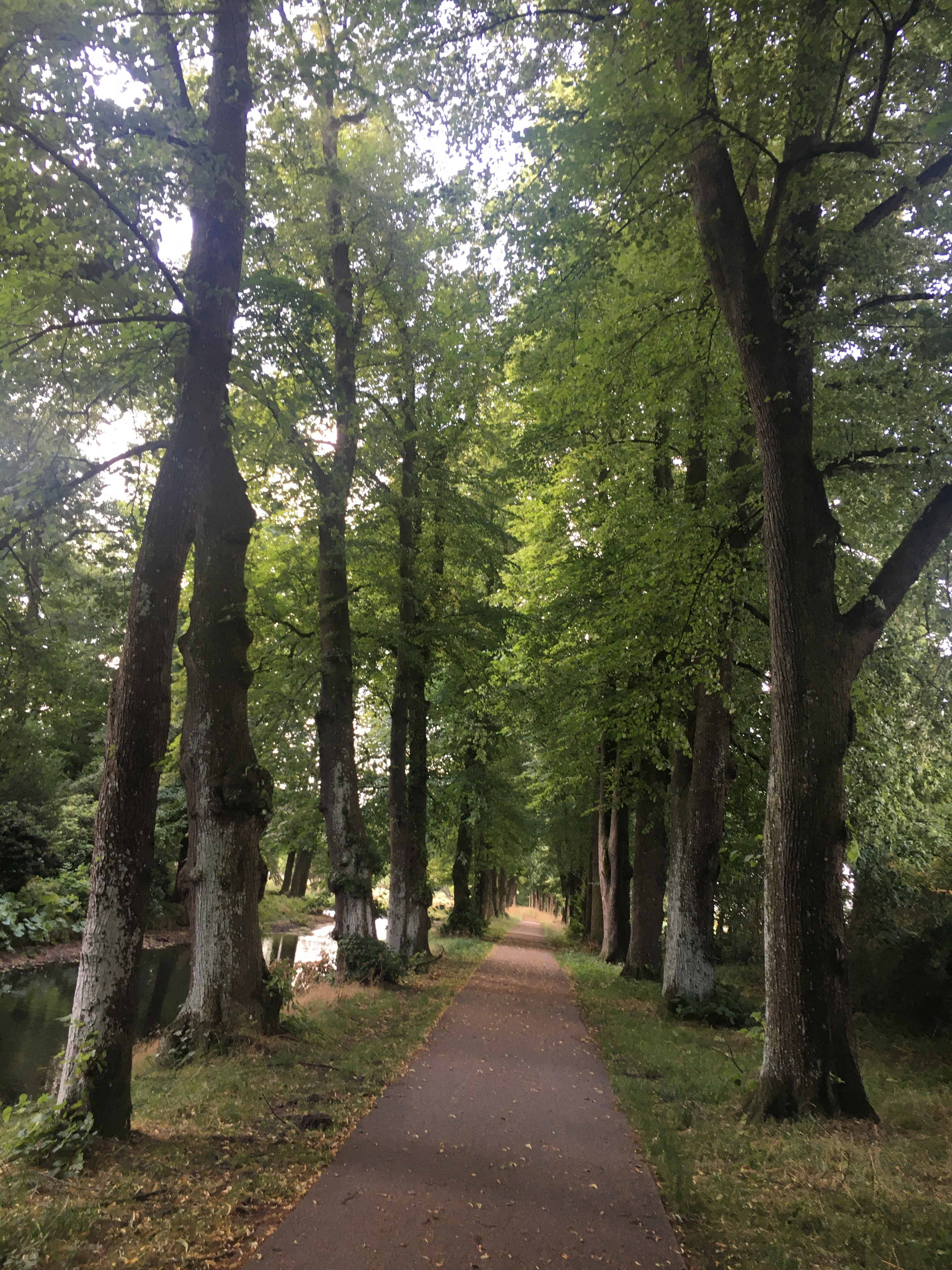
Schlossallee im Schlosspark

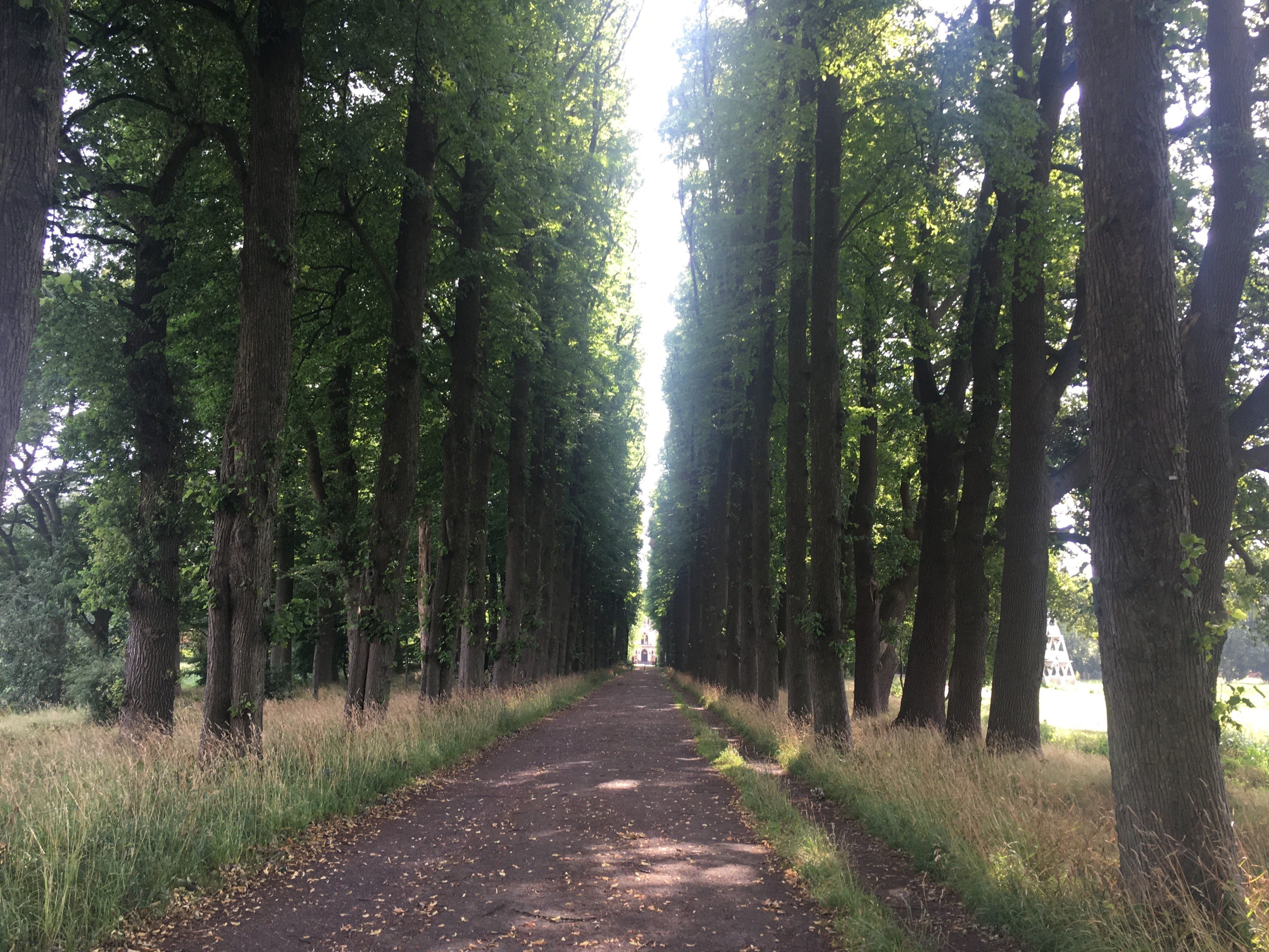
1 km lange Große Schlossallee

Unter Clemens August von Wedel, der 1788 die Herrschaft auf der Evenburg übernahm, erfolgten die nächsten Veränderungen. Wenn er Pläne für eine Umgestaltung der Anwesen in Loga und Gödens hatte, sind diese nicht überliefert. Sicher ist, dass zwischen dem letzten Drittel des 18. und der ersten Hälfte des 19. Jahrhunderts der ursprüngliche formale, barocke Garten rund um die Evenburg im Stil eines Landschaftsparks umgestaltet wurde. Doch geschah diese Umgestaltung nicht ganz radikal durch völlige Neuplanung und Neuanlage, sondern eher durch Aufgeben pflegeintensiver Bereiche und über eine längere Zeit hinweg. Daher lassen sich heute im Gelände ganz unterschiedliche Gestaltungsmomente erkennen. In einer Beschreibung des Fürstentums Ostfriesland von 1824 heißt es über die Evenburg: „Es ist ein regelmäßiges Viereck, mittelmäßiger Größe, und mit einem Graben umgeben. Der daneben auf englische Art angelegte große Garten bietet einen angenehmen Spaziergang dar und steht jedem offen.“ Danach muss bereits Graf Clemens August von Wedel mit der Umgestaltung des Parks begonnen haben.
Ab 1860 wurde unter Carl Georg von Wedel auch der ungepflegt wirkende Park angepasst, wozu neben gärtnerischen Maßnahmen neue Brücken und Nebengebäude gehörten. 1861 wurde die Große Allee ergänzt. Hierzu wurden Tagelöhner aus Loga eingestellt. Zusammen mit dem Gärtnermeister Ohle wurde eine große Handelsgärtnerei aufgebaut und der Park gestaltet. Gärtner Ohle blieb über den Tod des Grafen hinaus mehr als vier Jahrzehnte auf seiner Stelle. Auf sein Wirken geht die Gestalt des Parks zurück, wie wir ihn heute erleben.
Aus den Erinnerungen eines Gärtnerjungen, der von 1877 bis 1880 in der Ausbildung war, sind folgende Beschreibungen der Parkanlage bekannt:
„Der Garten und der Park hingen zusammen und bildeten ein großes Ganzes. Wie damals noch allgemein üblich, waren die Wege darin alle krumm und gebogen. Außer dem breiten Schlossgraben waren noch zwei andere Fischteiche darin, auf dem größeren lagen ständig zwei kleine Boote. Wenn die Herrschaften verreist waren, wurden diese auch von uns benutzt. Im Winter ergaben diese Teiche wunderbare gegen jeden Wind geschützte Eisbahnen zum Schlittschuhlaufen direkt vor unserer Haustür, wo wir Lehrlinge uns in der Mittagspause noch eine Zeitlang darauf vergnügen konnten.
An den Wegen auf den großen Rasenflächen standen verstreut überall kleinere und größere Bosketts mit Blütensträuchern und seltene Gehölze sowie Baumgruppen und Einzelbäumen. Blumenbeete gab es auf den Rasenflächen verhältnismäßig nur wenige, dafür hatten die Herrschaften weniger Sinn übrig. Damals waren noch sogenannte Teppichbeete die große Mode, wovon wir auch zwei größere, außer mehreren kleinen im Garten hatten. Diese wurden mit Pflanzen besetzt die nicht höher wurden als 10 bis 15 cm, die entweder dicht mit kleinen Blüten bedeckt oder farbiges Laub hatten, wie grün, grau, silbrig, weiß, gelb rot usw. diese wurden so zusammen gepflanzt, dass sie verschiedene Figuren bildeten und dadurch wie ein bunter Teppich wirkten. Dann gab es noch die sogenannten Blattpflanzengruppen, Beete die mit hochwachsenden, großblättrigen und verschieden farbigen Pflanzen besetzt waren, wie Hanf, Eukalyptus, Kalla, Ceremer, Rizinus, Mais, Tabak und ähnliche Sachen.
Die übrigen Blumenbeete waren hauptsächlich mit Geranien, Fuchsien, Verbenen, Heliotrop und dergleichen und verschiedenen Sommerblumen bepflanzt. Dann gab es noch Rosen- und Dahlienbeete.“

## Geschichte

### Ehrentreuter
Zehn Jahre vor Beginn des Dreißigjährigen Krieges wurde der in Bayern geborene Erhardt Ehrentreuter Stadtkommandant von Emden. Dieses Amt war schwer zu besetzen gewesen, da durch die politische Nähe Emdens zu den Niederlanden nur ein als neutral geltender Dienstinhaber in Frage kam. Ehrentreuters Sohn, der ebenfalls Erhardt hieß, wurde 1629 Nachfolger seines Vaters auf dieser Stelle, für die er sich als Befehlshaber bei verschiedenen Feldzügen qualifiziert hatte.
Das Vermögen der Familie ermöglichte zudem, dem Grafen Ulrich II., dem Regenten der Grafschaft Ostfriesland, Geld zu verleihen, was diesen zusätzlich verpflichtete. So wurde Ehrentreuter mit den Orten Loga und Logabirum als Lehen belohnt. Er besaß schon etwas Grund dort und baute sich 1642–1650 das Schloss Evenburg. Benannt war das Gebäude nach seiner Frau Eva; die gerade 16-jährige hatte er nach dem Tod ihres Vaters geheiratet. 1645 folgte der Bau einer Mühle an der Leda, was ein wichtiges wirtschaftliches Standbein schuf. Das Lehen, das die Grundlage für die Herrschaft war, war allerdings an die Person Ehrentreuters und seine männlichen Nachkommen gebunden. Doch der Witwe Ehrentreuters gelang es, von der Witwe Georg Christians, dem Nachfolger von Ulrich II., eine Zusage zur lebenslangen weiteren Nutzung des Lehens zu erhalten.

### Familie von Wedel
Nach dem Tode von Eva von Ungnad, der Witwe Erhardt von Ehrentreuters, war das Lehen über Loga und die Evenburg eigentlich erloschen. Doch es gelang Gustav Wilhelm von Wedel (1641–1717), der 1665 Ehrentreuters jüngere Tochter Maria heiratete und zu dieser Zeit in den Diensten des kriegerischen Bischofs Christoph Bernhard von Galen aus Münster stand, ein neues Lehen auf seinen Namen und – erneut – für seine männlichen Nachkommen zu bekommen, womit die Evenburg einen neuen Besitzer bekam. 1684 wurde Gustav Wilhelm durch den dänischen König Christian V. in den Grafenstand erhoben und erhielt den Elefantenorden, auf den die Elefanten am Wappen der Vorburg hinweisen. Der älteste Sohn Georg Ernst erbte später die Herrschaft in Jarlsberg und begründete die dänische Linie der Familie von Wedel, der jüngere Sohn Erhard Friedrich übernahm Schloss Evenburg. Im Jahre 1717 trat Erhard Friedrich von Wedel die Herrschaft auf der Evenburg an. Bereits 1703 hatte er mit Maria Juliane Gräfin von Frydag zu Gödens eine Urenkelin der Elisabeth von Ungnad geheiratet, was 43 Jahre später zur Übernahme von Schloss Gödens führen sollte. Anton Franz von Wedel (1707–1788) erbte 1746 von seinem Onkel Burchard Philipp von Frydag auf Gödens die Herrlichkeit Gödens. Er war der preußischen Besitzergreifung Ostfrieslands im Jahr 1744 gegenüber sehr positiv eingestellt und 1776 erhob ihn König Friedrich II. in den Grafenstand. 1766 wurde das Lehnsrecht aufgehoben und die Evenburg schließlich Privatbesitz von Anton Franz. Sein Sohn Clemens August von Wedel übernahm 1788 die Herrschaft auf der Evenburg bis 1825. Carl Erhard Leopold von Wedel (1783–1860) trat 1826 das Erbe seines Vaters an. Er war verheiratet mit Rosalie von Wedel geb. de Latte (1801–1872). Die Ehe blieb kinderlos. Daher erbte sein Neffe Carl Georg von Wedel im Mai 1860 das Schloss Evenburg. Er war auf diese Aufgabe wie in adligen Kreisen üblich vorbereitet worden und hatte auf einer sogenannten Kavalierstour durch Europa gesellschaftliche Kontakte geknüpft und seine Bildung vervollständigt.
Als Carl Georg Graf von Wedel (1827–1898) 1860 die Evenburg von seinem Onkel übernahm, gab es bei den Gebäuden und Anlage auf der Evenburg einen erheblichen Rückstand im Bauunterhalt. Die beiden Vorgebäude auf der Schlossinsel wurden ersatzlos abgerissen. Carl Georg von Wedel beauftragte den Architekten Richard Stüve aus Hannover mit dem Neubau des Schlosses. Der zeitgemäße Entwurf im neugotischen Stil orientierte sich außen und innen stark an englischen Vorbildern. Endlich gab es genug Platz für Gäste in lichtdurchfluteten „Fremdenzimmern“ im Obergeschoss. Carl Georg von Wedel brachte das 1. Fahrrad nach Ostfriesland. Er sah es 1867 auf der Weltausstellung in Paris. Zurück in Ostfriesland besorgte er sich die Pläne dieses Fahrrads und ließ es bei einem Schlosser in Leer nachbauen. Dieses Fahrrad, Knochenbrecher genannt, war komplett aus Eisen und hatte noch keine Bremsen. Doch der Graf war sehr glücklich und ließ sich beim Fahren von der Bevölkerung in Loga bestaunen. Das Fahrrad ist im Schloss Evenburg zu besichtigen. Er eröffnete und erweiterte eine damals bedeutende Handelsgärtnerei. 1865 erbaute er den Meierhof. Ab 1888 gelang es ihm nach Überwindung einiger Schwierigkeiten die lutherische Friedenskirche (genannt nach seiner Frau Frieda) in Loga zu bauen. 1895 ließ der Graf auf Initiative seiner Schwiegertochter Julia auch für seine Enkelkinder einen Kindergarten in Loga bauen. Damals hieß diese Einrichtung Warteschule und war der 1. Kindergarten im nordwestdeutschen Raum. In Trägerschaft der lutherischen Kirchengemeinde gibt es den Kindergarten noch heute.
Nach dem Tod Carl Georg von Wedel erbte sein ältester Sohn Georg Erhard 1898 die Evenburg. Georg Erhard war von 1894 bis 1899 Landrat des Landkreises Leer. Nach seinem Tod (1861–1930) verlegte die Grafenfamilie ihren Wohnsitz vollständig nach Gödens. Eine Epoche fand damit nach 261 Jahren ihr Ende. Die Nachkommen der Familie leben bis heute auf Schloss Gödens in der Gemeinde Sande.

### Meierhof

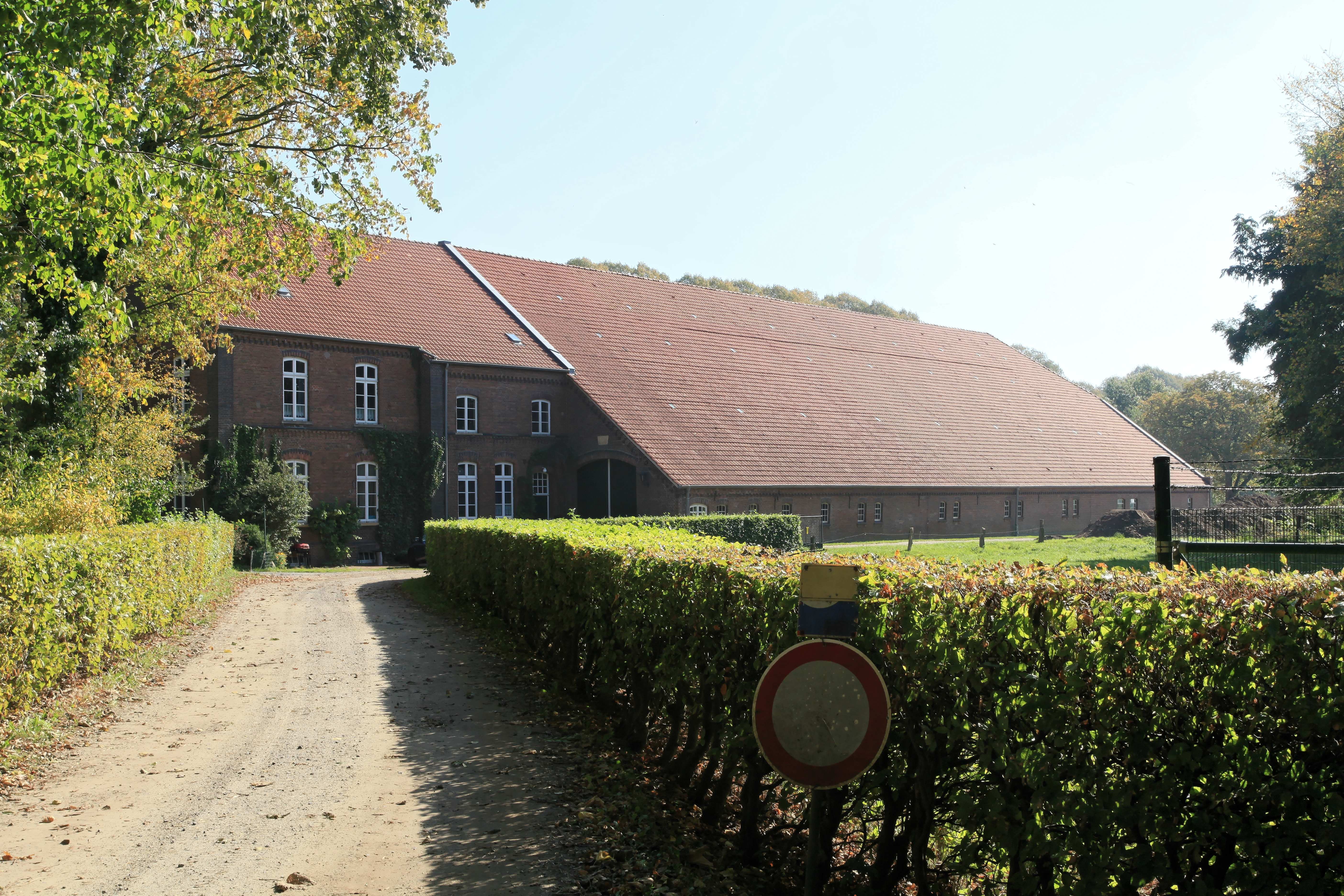
Der Meierhof

1799 wurde vermutlich in Ost-West-Richtung des heutigen Meierhofes der 1. Meierhof von Clemens August von Wedel gebaut. Davon zeugt eine Tafel die am nördlichen Giebel des jetzigen Meierhofes angebracht und mit der Inschrift: C. A. v. W. (Clemens August) c. c. Anno 1799 (wahrscheinlich Baujahr) versehen ist. Eine weitere Tafel an demselben Giebel zeigt die Inschrift: C.G. Graf v. Wedel 1865 (Baujahr des jetzigen Meierhofes). In diesem Jahr wurde ein Gulfhaus für den Meierhof errichtet, das das Herrenhaus an Größe übertraf und auch die landwirtschaftliche Bewirtschaftung der gräflichen Flächen auf ein neues Niveau heben sollte. Hier betrieb der Graf unter anderem Milchviehwirtschaft, erzeugte Butter und Käse, die für ihre gute Qualität bekannt waren. 1932 wurde der Meierhof von der Familie von Wedel an Jan Oltmanns verpachtet. Oltmanns war deutschlandweit bekannt für seine Fähigkeiten in der Pferde- und Milchviehzucht. Bei der Milchviehzucht trug er maßgeblich zum Aufstieg des Vereins ostfriesischer Stammviehzüchter (VoSt) bei. Er genoss bei den Bauern großes Vertrauen und wurde zum Landschaftsrat gewählt. Auf dem Meierhof hielt er etwa 50 Milchkühe, 8 Pferde und 8–10 Schweine. Der Wirtschaftsteil des Hofes brannte in der Zeit zweimal durch Selbstentzündung des Heues aus.
Von 1953 bis 1966 nutze die Landwirtschaftskammer Weser-Ems den Meierhof als Ausbildungsbetrieb. Hier stand das Vieh für die Melkerschule und das Schloss wurde als Internat für die Schüler genutzt.
1982 wurde in einer Kreistagssitzung der Abriss des Meierhofes im Jahr 1983 beschlossen. Der Meierhof wurde allerdings von etwa 30 Personen besetzt und die Besetzung konnte erfolgreich den Abriss verhindern. Inzwischen hatte ein Umdenken eingesetzt und 1983 wurde der Meierhof unter Denkmalschutz gestellt.
Seit dem Jahr 2000 gehört der Meierhof einem landwirtschaftlichen Betrieb.

### Ausbau zum Zentrum für historische Gartenkultur
Die im Mai 2014 eröffnete Dauerausstellung im Schloss zeigt die Gartenkultur in Ostfriesland. Über vier Jahrzehnte wurde unter Carl Georg von Wedel an der Evenburg ein in Nordwest-Deutschland führender Gartenbaubetrieb aufgebaut. Der Original Handelskatalog von 1889 vermittelt einen Eindruck von der Größe des Betriebs. Es gab beheizte Gewächshäuser, in denen Ananas, Pfirsiche, Weintrauben und Tomaten gezogen wurden. Auch konnten so blühende Sträuße bereits im März versendet werden. Bis etwa 1909 existierte ebenfalls eine große Baumschule bei der Evenburg. Die Handelsware galt als sehr sortenecht. Auch der umgebende Englische Landschaftspark ist ein Zeugnis einer Mode in der Gartenplanung und Landschaftsgestaltung.
Im Schloss widmet sich ein Raum den Modeblumen – so nennen die Zeitgenossen besonders begehrte und allseits als schick geltende Zierpflanzen. Die meisten kommen nicht aus Europa, sondern wurden von Pflanzenjägern entdeckt und leidenschaftlichen Gärtnern und Gärtnerinnen bekannt gemacht. Auch auf der Evenburg spielten Modeblumen eine Rolle und es wird z. B. im Handelskatalog für neue Sorten der Georginen geworben.
Ein weiterer Raum der Dauerausstellung ist Ernst Pagels gewidmet. Ernst Pagels (1913–2007) gehört zu den wichtigsten Staudenzüchtern des 20. Jahrhunderts; seine Züchtungen erlangten Weltruhm. Viele Namen seiner Züchtungen haben Bezug zur Region – Salvia nemorosa „Ostfriesland“ oder sind akustische Poesie wie Sedum telephium „Zimtzwerg“, Stachys officinalis „Blitzweiß“ oder die Chinaschilf Sorten „Kaskade“, „Silbersprudel“, „Große Fontäne“ und „Kleine Siberspinne“. In Leer in der Deichstr. 4 kann sein Garten besucht werden.
Ein Raum widmet sich den Moden in der Garten- und Landschaftsgestaltung. Kein Garten, kein Park ohne Plan – vom Mittelalter bis heute. Gezeigt werden Renaissancegärten, Anlagen des Barock, englische Landschaftsparks mit ihren geschwungenen Wegen und Wasserläufen bis hin zu städtischen Schulgärten und Hausgärten am Anfang des 20. Jahrhunderts, die dem Leitbild der Einfachheit und Funktionalität folgen. Alle Beispiele sind aus Ostfriesland und können teilweise besucht werden. Im Kassenraum werden weitere sehenswerte Gartenanlagen präsentiert.

## Sonderausstellungen
Seit Eröffnung der Dauerausstellung im Mai 2014 bietet die Evenburg regelmäßig Sonderausstellungen in den ehemaligen Gästezimmern des Schlosses an. Themen der Sonderausstellungen 2014 bis 2016 waren:

### Plakatkunst Gartenträume (2014)
Diese Ausstellung verband plakative Kunst aus verschiedenen Epochen mit dem Thema Gartenausstellung. Gezeigt wurden Plakate aus der Privatsammlung des Bottroper Landschaftsarchitekten Peter Drecker vom 19. Jahrhundert bis hin zu aktuellen Entwürfen, sowohl deutsche, als auch internationale Exponate.

### Historische Gärten in Niedersachsen (2014)
Die Ausstellung bot einen Einblick in den herausragenden kulturhistorischen Schatz von mehr als 1.000 denkmalgeschützten Garten- und Parkanlagen in Niedersachsen. Es wurden zur Veranschaulichung verschiedener Zeit- und Stilepochen die unterschiedlichsten Gärten vorgestellt: Bauerngärten und Gärten des ländlichen Adels, Stadt- und Villengärten, Schlossgärten und Klosteranlagen.

### Tulpenausstellung (2015)
Anlässlich des 1. Frühlingsfestes im Park der Evenburg im Jahr 2015 zum Thema „Tulpe“ wurde diese Ausstellung zusammengestellt. Sie zeigte Werke eines freien Zusammenschlusses von niederländischen und deutschen Kunstschaffenden, die sich ganz unterschiedlich mit der Modeblume „Tulpe“ auseinandergesetzt haben.

### Japans Gärten (2015)
Diese Ausstellung zeigte einen Querschnitt durch die japanische Gartenkunst. William Corey (USA) entführte uns in bedeutende historische Parkanlagen. Michael Freeman (GB) setzte seinen Schwerpunkt auf zeitgenössische Gartenanlagen.

### Poesie der Farben (2015)
Diese Ausstellung präsentierte Gemälde von Johann Rosenboom, geb. in Backemoor, der seit mehr als 30 Jahren in Deutschland und Italien lebt. In Italien schätzt er besonders die malerischen Landstriche mit ihren historischen Altstädten und die sanften Hügel des Apennins. Es entstehen so lichtvolle und poetische Bilder. Sie sind farbenintensiv, harmonisch in Formen und Farben und erfüllt von südlicher Sonne. Ein Raum enthält Bilder zu Ostfriesland, figürliche Darstellungen, Studienblätter aus verschiedenen Werkphasen und Skizzenbücher von seinen Reisen.

### …und das achtbeinige Pferd (2016)
Entstanden sind die Fotografien von Jürgen Klück auf der ostfriesischen Insel Norderney. Ihn verbindet seit Schulzeiten die Liebe zu den Bereichen „jenseits des Leuchtturms“, da wo die wilden einsamen Dünenlandschaften zu finden sind. Die früheren Bewohner des Schlosses Evenburg zog es dagegen gemeinsam mit dem deutschen Adel in die Sommerfrische des beliebten „Königlichen Seebades Norderney“. Carl Georg von Wedel, der Erbauer der heutigen Evenburg, errichtete für die Familie 1869/70 die Villa Wedel in herausragender Lage am Strand von Norderney. Die Evenburg selber war bei der Anreise nach Norderney ein sehr beliebter Zwischenstopp für viele Gäste.

### Von der Nordsee bis zur Ems. Ostfriesische Landschaften (2016)
Angelehnt an das Themenjahr 2016 „Land der Entdeckungen. Marsch, Moor, Geest und Wattenmeer“ der Ostfriesischen Landschaft in Aurich gab es im Schloss Evenburg eine Ausstellung mit Landschaftsbildern aus Ostfriesland. Die Werke wurden vom Kunsthaus Leer zusammengestellt. Im Mittelpunkt standen die Bilder von Poppe Folkerts, Ernst Petrich und Emil Rizek kombiniert mit einer Auswahl an Exponaten von anderen Malern.

### Große Welt im Kleinen – 100 Jahre Kulturgeschichte der Puppenstuben (2016)
Erstmals wurde in Nordwestdeutschland eine bemerkenswerte Sammlung von historischen Puppenstuben gezeigt. Die Sammlerin Elise Andresen-Bunjes gab mit ihren kleinen Kostbarkeiten einen Einblick in über 100 Jahre Kulturgeschichte vom Biedermeier bis in die 1960er Jahre. Die rund 50 Ausstellungsstücke (Puppensalons und Küchen, Spielzeug- und Kolonialwarenläden, Apotheke, Puppenschulen, Café und Hutsalon) spiegeln die Epochen und die Entwicklung ihrer Einrichtungsstile wider. Mit Begeisterung und Sachkenntnis sind die Stuben über viele Jahre gesammelt und liebevoll restauriert worden. Oft sorgte die ursprüngliche Tapete unter mehreren freigelegten Schichten für Überraschung und verriet das wahre Alter der Stube. So war eine Zeitreise möglich: faszinierende Details wie Besteckkörbchen aus Zinn, Kronleuchter, Vogelkäfige und antike Porzellanpuppen im Miniaturformat konnten entdeckt werden.

## Nutzungen
Das Schloss Evenburg bietet neben den Dauer- und Sonderausstellungen noch viele weitere Veranstaltungen im Park und im Schloss an. An Sonn- und Feiertagen werden öffentliche Gästeführungen angeboten. Weiterhin sind Themen- und Theaterführungen mit ganz unterschiedlichen Schwerpunkten möglich.
Im Schloss befindet sich eine Außenstelle des Standesamtes der Stadt Leer. In der Vorburg gibt es das Schlosscafé sowie die Unterrichtsräume und den Konzertsaal der Kreismusikschule Leer.